# フランシスコ・デラクルーズ
フランシスコ・ハビエル・デラクルーズ（Francisco Javier de la Cruz , 1973年7月9日 - ）は、ドミニカ共和国出身の元プロ野球選手（投手）。

## 経歴
アドベンティスタ・マリア高からヒューストン・アストロズのアカデミー、カープアカデミーを経て、1996年に広島東洋カープに入団。2軍で19試合に登板するも、1軍登板の無いまま同年限りで退団した。
その後、1997年にニューヨーク・ヤンキースと契約。2000年にタンパベイ・デビルレイズに移籍。それぞれのマイナーチームでプレーした。

## 詳細情報

### 年度別投手成績
- 一軍公式戦出場なし

### 背番号
- 70 （1996年）